# Siêu cúp bóng đá châu Âu 2013
Siêu cúp châu Âu 2013 là trận tranh siêu cúp châu Âu giữa Bayern München và Chelsea, hai nhà vô địch lần lượt của các giải UEFA Champions League 2012-13 và UEFA Europa League 2012-13. Trận đấu diễn ra trên sân Eden Arena, Praha, Cộng hòa Séc vào ngày 30 tháng 8 năm 2013. Đây là trận Siêu cúp châu Âu đầu tiên kể từ năm 1998 mà nơi tổ chức không phải tại sân vận động Louis II, Monaco.. Đây là trận tái đấu đầy duyên nợ của hai đội, bởi chính Chelsea đã đánh bại Bayern tại trận chung kết Champions League mùa trước.
Kết quả Bayern đã giành chiến thắng 5-4 trên chấm phạt đền sau khi hòa 2-2 trong thời gian đấu chính thức và hiệp phụ,trở thành đội bóng Đức đầu tiên vô địch UEFA Supper Cup

## Lần vào Siêu cúp châu Âu
| Đội            | Danh hiệu                             | Lần vào trước đây (in đậm là vô địch) |
| -------------- | ------------------------------------- | ------------------------------------- |
| Bayern München | Vô địch UEFA Champions League 2012-13 | 1975, 1976, 2001                      |
| Chelsea        | Vô địch UEFA Europa League 2012-13    | 1998, 2012                            |

## Kết quả trận đấu
| Bayern München                          | 2–2 (s.h.p.) | Chelsea                                |
| --------------------------------------- | ------------ | -------------------------------------- |
| Ribéry 47' · Martínez 120+1'            | Chi tiết     | Torres 8' · Hazard 93'                 |
| Loạt sút luân lưu                       |              |                                        |
| Alaba · Kroos · Lahm · Ribéry · Shaqiri | 5–4          | Luiz · Oscar · Lampard · Cole · Lukaku |

| Bayern München | Chelsea |

| TM               | 1  | Manuel Neuer      |     |     |
| HV               | 13 | Rafinha           |     | 56' |
| HV               | 17 | Jérôme Boateng    | 84' |     |
| HV               | 4  | Dante             |     |     |
| HV               | 27 | David Alaba       |     |     |
| TV               | 21 | Philipp Lahm (c)  |     |     |
| TV               | 10 | Arjen Robben      |     | 96' |
| TV               | 25 | Thomas Müller     |     | 71' |
| TV               | 39 | Toni Kroos        |     |     |
| TV               | 7  | Franck Ribéry     | 23' |     |
| TĐ               | 9  | Mario Mandžukić   |     |     |
| Dự bị:           |    |                   |     |     |
| TM               | 22 | Tom Starke        |     |     |
| HV               | 5  | Daniel Van Buyten |     |     |
| HV               | 26 | Diego Contento    |     |     |
| TV               | 8  | Javi Martínez     |     | 56' |
| TV               | 19 | Mario Götze       |     | 71' |
| TV               | 11 | Xherdan Shaqiri   |     | 96' |
| TĐ               | 14 | Claudio Pizarro   |     |     |
| Huấn luyện viên: |    |                   |     |     |
| Pep Guardiola    |    |                   |     |     |

| TM               | 1  | Petr Čech          |         |      |
| RB               | 2  | Branislav Ivanović | 120'    |      |
| CB               | 24 | Gary Cahill        | 41'     |      |
| CB               | 4  | David Luiz         | 66'     |      |
| LB               | 3  | Ashley Cole        | 118'    |      |
| CM               | 7  | Ramires            | 64' 85' |      |
| CM               | 8  | Frank Lampard (c)  |         |      |
| RW               | 14 | André Schürrle     |         | 87'  |
| AM               | 11 | Oscar              |         |      |
| LW               | 17 | Eden Hazard        |         | 113' |
| CF               | 9  | Fernando Torres    | 90'     | 98'  |
| Dự bị:           |    |                    |         |      |
| TM               | 23 | Mark Schwarzer     |         |      |
| DF               | 26 | John Terry         |         | 113' |
| DF               | 28 | César Azpilicueta  |         |      |
| MF               | 5  | Michael Essien     |         |      |
| MF               | 12 | John Obi Mikel     |         | 87'  |
| MF               | 10 | Juan Mata          |         |      |
| FW               | 18 | Romelu Lukaku      | 99'     | 98'  |
| Huấn luyện viên: |    |                    |         |      |
| José Mourinho    |    |                    |         |      |

| Cầu thủ xuất sắc nhất trận: Franck Ribéry (Bayern München) Trợ lý trọng tài: Mathias Klasenius (Thụy Điển) Daniel Wärnmark (Thụy Điển) Trọng tài thứ tư: Stefan Wittberg (Thụy Điển) Trọng tài biên ngang: Stefan Johannesson (Thụy Điển) Markus Strömbergsson (Thụy Điển) | Quy định - 90 phút - 30 phút hiệp phụ nếu hòa trong thời gian thi đấu chính thức. - Penalty nếu hòa trong cả hiệp phụ. - Bảy cầu thủ có thể thay thế. - Ba cầu thủ là được quyền thay. |